# Alexandre Bonnier
Pour les articles homonymes, voir Bonnier.
Alexandre Bonnier est un artiste peintre, sculpteur, créateur d'installations et graveur de tendance surréaliste né à Chalon-sur-Saône le 9 novembre 1932 et mort à Paris 6e le 9 août 1992,. Surnommé « A. B. » dans les milieux artistiques et littéraires, il était également écrivain et cinéaste.

## Biographie
Alexandre Bonnier fit ses études à l'école des beaux-arts d'Aubusson (Creuse). Après quatre années d'obligations militaires en Algérie, il fut nommé directeur de l'École des beaux-arts de Moulins (Allier) puis de celle de Lille, enfin responsable des arts plastiques à l'Institut de l'Environnement (rebaptisé en 1974 "Service de l'enseignement de l'architecture et des arts plastiques").
Peignant et écrivant simultanément (son plus ancien Autoportrait connu correspond à son retour d'Algérie), ne dissociant intellectuellement pas du reste ces deux disciplines (« Il peignait l'été, écrivait l'hiver » témoignera son amie Jeanne Gatard en 1993,), son engagement dans l'administration française des enseignements artistiques se coupla rapidement d'une activité picturale soutenue: après une toute première exposition à Toulouse en 1965, il fit partie des peintres permanents de la Galerie Pierre Domec à Paris, aux côtés de Robert Lapoujade, Robert Wogensky et Geùla Dagan. Il laisse à sa mort de nombreux inédits.
Les récurrences contenues dans l'œuvre d'Alexandre Bonnier, celles du fantasme (Éros) et de la mort (Thanatos), ne manquent pas de suggérer les écrits de Georges Bataille (en particulier Madame Edwarda) et ont été résumées par Jean-Pierre Delarge: « Evocateur des aventures mentales les plus extrêmes, Bonnier transpose sur toile les perceptions des sens, proposant des équivalences plastiques aux sensations captées ». Si donc les corps, discernables mais non objectivement figurés, sont présents dans les premières toiles d'Alexandre Bonnier (Homme nu, 1964, Madame Petit Cul, 1966), ceux-ci vont tendre à disparaître, ne laissant rien d'autre à constater plus tard à Jean Paulhan (« Que sont devenus les êtres qui peuplaient ses premières toiles ? Soient filles, fruits ou femmes, elles ont changé… Elles échappent à nos prises » s'interroge-t-il) qu'une peinture de sensations transposées dans une abstraction nuagiste, informelle.

## Œuvres (sélection)

### Œuvres originales
- Homme nu, Huile sur toile 1964-1965, format 130 × 97 cm, exposition Galerie Pierre Domec 1965.
- Madame Petit Cul, Huile sur toile 1966, format 92 × 65 cm, exposition Galerie Pierre Domec, 1967.
- Mamiemamort, installation, 1975, Musée d'Art moderne et contemporain de Saint-Étienne Métropole.
- Autoportrait en Antonin Artaud, pastel et crayon, 1980, format 77 × 57 cm, Musée d'Art moderne et contemporain de Saint-Étienne.
- Sida, acryliques sur papier, 1989, formats 75 × 56 cm, Paris, Musée national d'art moderne.

### Livres illustrés par Alexandre Bonnier
- André Pieyre de Mandiargues: Jacinthes, eaux-fortes d'Alexandre Bonnier, Editions Lazor-Vernet, 1967.
- Jean Demélier: Toupies de chair, eaux-fortes d'Alexandre Bonnier, Editions Voix/Richard Meier, 1985.

### Livres écrits par Alexandre Bonnier
- Le Rose. Éloge et inventaire, Paris, Institut de l'Environnement, 1973.
- Les Bagues amoureuses, Pages sans titre, 1976.
- Triche, triche, triche et chie dans la mort... (Editions hors commerce François Norguet, collection "Pages sans titre", 1978. Tirage limité à 80 exemplaires numérotés et signés.)
- Les Tartines, Marseille, Institut scientifique de Recherche paranaturaliste, 1979. (Tirage limité à 50 exemplaires numérotés et signés.)
- Journal d'esthétique I, Éditions du musée de Tourcoing, 1981.
- Couillos Démios et Jules suivi de Compte-Conte, Œ et de Mozart-Tennis, préface d'Igor Glose (pseudonyme d'Alexandre Bonnier), Paris, galerie NRA, 1982.
- Portraits philosophiques en forme de médaillons, Éditions de la Galerie N.R.A., Paris, 1984.
- Portraits, autoportraits et quelques écrits, précédé de "Portrait de profil", par Jean-Marie Touratier, Paris, Limage 2, coll. "L'Imaginée", 1984.
- La Mort quotidienne, Marseille, les éditions chemin de ronde, 1985.
- Les Jeux de dames, avec 10 linogravures de Joël Desbouiges, postface de Serge Hélias, Montmorency, Carte Blanche, 1985.
- Les Dessins en crise de Jeanne Gatard, Angoulême, A.C.A.P.A., 1986.
- Journal intact, Limoges, Éditions Sixtus, 1990.
- Journal d'esthétique II, Éditions Lefor-Openo/Voix, 1991.
- L'Encrier ou la Plume, Paris, Éditions Area, 1994.
- La Mort quotidienne, Cadenet, les éditions chemin de ronde, coll. "Cadratins”, 2016.

### Textes enregistrés
- Poèmes et fraiseuses de mots, disque compact, DAO La Petite École, Annecy, 1994. Textes d'Alexandre Bonnier dits par lui-même.

## Expositions

### Expositions personnelles
- Galerie l'Atelier, Toulouse, 1965[13].
- Galerie Pierre Domec, Paris, 1965, 1967[14].
- Galerie Mourgue, Paris, 1966.
- Cercle des Arts plastiques de la Faculté de Lettres, Nanterre, 1966.
- Maison de la Culture, Amiens, 1966.
- Cercle artistique, Céret, 1969.
- Galerie Garnier, Saint-Omer (Pas-de-Calais), 1971.
- Musée d'art moderne de la ville de Paris, 1972.
- Galerie A.A.A. René Rasmussen, Paris, 1972.
- Maison de la Culture de Chalon-sur-Saône, 1972* Grand Palais, Paris, 1973.
- Théâtre du Centre, Aix-en-Provence, 1973.
- Galerie Germain, Paris, 1973, 1975, 1979.
- Musée de Tourcoing, 1973, 1982.
- Galerie Storme, Lille, 1973, 1982.
- Galerie N.R.A., Paris, 1982.
- A.C.A.P.A., Angoulême, 1983.
- Bari, Italie, 1983.
- Galerie N.R.A., Paris, juin 1984.
- La Halle aux Grains, Clermont-Ferrand, 1986.
- Studio 104, Caserte (Italie), 1986.
- Institut français de Naples (Italie), 1987.
- Galerie Lefor-Openo, Paris, 1990.
- Alexandre Bonnier, œuvres récentes, Galerie Charles Sablon, Paris, 1991.
- Galerie Pascal Paradis, Paris, 1992.
- Foire internationale d'art contemporain, Paris, 1992.
- Dessins d'Alexandre Bonnier, Galerie Area, Paris, 1994 (exposition-hommage posthume).

### Expositions collectives
- Parti pris d'un collectionneur, Galerie Pierre Domec, Paris, 1964.
- Exposition itinérante dans douze villes universitaires des États-Unis, 1965-1966.
- Galerie La Tour, Genève, 1965.
- Biennale de Paris, 1965, 1967[4].
- Salon de Mai, Paris, 1966[4], 1985, 1986, 1987.
- Donner à voir le Nu, Galerie Zunini, Paris, 1966 (exposition présentée par Jean-Claude Lambert).
- Dix ans de création dans les Lettres et les Arts, O.R.T.F., Paris, 1966.
- Peinture ininterrompue, Galerie Pierre Domec, Paris, 1966.
- Maison de la culture de Firminy-Vert, 1966.
- Maison des jeunes et de la culture de Thonon-les-Bains, 1966.
- Maison de la Culture de Grenoble, 1966.
- Jean Paulhan et ses environs, Galerie Krugier, Genève, 1966.
- Biennale de gravure Tokyo-Kyoto, 1967.
- Biennales de gravure de Tokyo, Kyoto et Ljubljana, 1967[4].
- L'Atelier de la Monnaie, Lille, 1968.
- Musée de l'Hospice Comtesse, Lille, 1972.
- Expo +500, Relais culturel d'Aix-en-Provence, 1972.
- Biennale de São Paulo, Musée d'Art de São Paulo, 1973[6].
- Jean Paulhan à travers ses peintres: Pierre Alechinsky, Victor Brauner, Georges Braque, Alexandre Bonnier, Bernard Dufour, Jean Dubuffet, Giorgio de Chirico, Oskar Kokoschka, André Masson, Guy de Vogüé, Robert Wogensky, Gaston Chaissac, Max Ernst, Jean Fautrier, Marie Laurencin, Robert Lapoujade, Philippe Lepatre, René Laubiès, André Lhote, Grand Palais, Paris, février-avril 1974.
- Galerie N.R.A., Paris, 1987.
- Découvertes, Grand Palais, Paris, 1991.
- Foire internationale d'art contemporain, Paris, 1992[4].

## Réception critique
- « Comme Gustave Moreau ou Jean Fautrier, Alexandre Bonnierest amené à chercher et à trouver des équivalences picturales aux sensations olfactives, gustatives, tactiles. Équivalences par lesquelles il tente de capter un certain reflet qu'il porte en lui de l'objet de sa préoccupation principale… la femme, ou plutôt le corps de la femme… », où « l'observation amoureuse s'accommode d'un certain éclairage qui n'est pas moins cruel que tendre. » - André Pieyre de Mandiargues[15]
- « Dans une première période, la peinture d'Alexandre Bonnier réalisée dans des matériaux traditionnels pouvait être située entre des pôles apparemment antagonistes, l'érotisme surréel et l'abstraction informelle… Dans la dernière partie de sa vie, s'il a poursuivi son œuvre peint, en technique mixte, ptéférant crayons et peinture à l'eau, partant souvent de thèmes personnels, voire obsessionnels, associant volontiers la suavité des couleurs à l'ambigüité du dessin, il a accordé dans son activité une place accrue à ses propres œuvres poétiquesle peintre les délaissant parfois pour illustrer celles de ses poètes amis. Et puis, après avoir tant flirté avec sa mie la mort, elle l'a rattrapé. » - Jacques Busse[4]

## Collections publiques
- Musée national d'art moderne, Paris, dix œuvres[16].
- Institut du monde arabe, Paris.
- Maison de la culture, Chalon-sur-Saône.
- Musée d'Angoulême.
- ACAPA - Artothèque d'Angoulême[17].
- Fonds régional d'art contemporain Auvergne, Clermont-Ferrand, Le doigt de Dieu, crayon et aquarelle 80x60cm, 1980[18].
- Fonds régional d'art contemporain Languedoc-Roussillon, Montpellier.
- Fonds national d'art contemporain, Puteaux.
- Musée d'Art moderne et contemporain de Saint-Étienne Métropole, nombreuses œuvres[6] dont :
  - Jardin de souches, feutre et gouache 24x32cm, 1972[19].
  - Autoportrait, aquarelle, dessin et pastel 38x28,5cm, 1982[20].
- MUba Eugène Leroy, Tourcoing.
- Les Abattoirs, Fonds régional d'art contemporain Midi-Pyrénées, Toulouse.

## Prix et distinctions
- Prix Fénéon de peinture, 1965.
- Premier Prix art et communication de l'Université de Sao Paulo, 1973.
- Docteur Honoris Causa de l'Université européenne de Strasbourg, 1989[réf. nécessaire].

### Filmographie
- Les échelles multiples d'Alexandre Bonnier, film documentaire (25 min) de Bernard Lattay, 1972. Diffusion: Alexandre Bonnier.
- Ma mort ou celle d'un autre, court-métrage (11 min) réalisé par Alexandre Bonnier, Jean-Claude Bonfanti et Jean-Louis Richet, 1972. Diffusion: Alexandre Bonnier.
- Angkor, en corps, encore, moyen-métrage (26 min) réalisé par Alexandre Bonnier, texte de Fernand Jacquet, 1973. Production: Axe Films.
- Fleur d'os, moyen-métrage (25 min) réalisé par Alexandre Bonnier, 1973. Diffusion: Institut de l'Environnement.
- La Mort quotidienne, court-métrage (10 min) réalisé par Alexandre Bonnier, 1984.